# SV Wiesbaden
Sportverein Wiesbaden 1899 e.V. é uma agremiação esportiva alemã, fundada a 18 de agosto de 1899, sediada em Wiesbaden, em Hessen.
A equipe foi dissolvida em 1994 por conta de problemas financeiros, mas foi reconstruída, e atualmente joga na Verbandsliga Hessen-Mitte (VI). Seus jogos em casa são disputados no Helmut Schön—Sportpark.

## História
O departamento de futebol foi fundado a partir da ginástica do clube Wiesbadener Turngesellschaft em 1899. Em 1904, os jogadores deixaram a associação e fundaram o Wiesbaden Sportverein 1899.
Em seus primeiros anos o SVW foi uma das equipes mais fortes da região e cedeu Otto Nicodemos para a seleção nacional, em 1909. O clube se tornou um dos membros fundadores da Nordkreis-Liga, em 1909, jogando nesta liga até a eclosão da Primeira Guerra Mundial e ganhar o campeonato em 1911.
Depois da guerra, no entanto, o time obteve apenas sucesso limitado, atuando na Kreisliga Hessen, mas nunca passando à fase final. Até 1933, a equipe compôs a Bezirksliga Main-Hessen, porém alcançou os play-offs do campeonato sul alemão apenas três vezes. O time foi rebaixado a partir da nova fundada Gauliga Südwest/Mainhessen em seu primeiro ano.
Após a Segunda Guerra Mundial o SVW precisava de tempo para reconstruir uma equipe e obter os seus primeiros sucessos. Depois de 1950, o time chegou à 2. Liga Süd, na época o segundo nível do sistema de ligas alemã. Em 1951, Helmut Schön, que se tornou o segundo treinador do pós-guerra da seleção alemã de futebol nacional, alguns anos depois, iniciou sua carreira de sucesso em Wiesbaden. Em 1962, o clube foi rebaixado para a Amateurliga Hessen. Em 1970, vivenciou uma situação de falência e foi rebaixado à Landesliga Südhessen.
Em 1965 e 1966, o SVW atuou na taça amadora alemã, a Deutsche Amateurmeisterschaft. Mas o time perdeu os dois jogos contra o Hannover 96, 2 a 0, em 1965 e 2 a 1, em 1966. Ambos os dois jogos são os maiores êxitos que o Wiesbaden SV alcançou em sua história. Mais de 4000 espectadores apoiaram a equipe nas duas partidas. Apesar de o clube ter investido muito dinheiro em seu plantel, não se classificou para a nova Amateur-Oberliga. Apesar disso, o clube conquistou o acesso, em 1982, mas foi rebaixado em 1985. A equipe novamente se classificou para a Amateur-Oberliga um ano depois e jogou esse campeonato até 1994. Como um investidor negligenciou uma promessa, o time ficou profundamente endividado e foi obrigado a desfazer o primeiro esquadrão. Seus dirigentes iniciaram a sua reconstrução na divisão mais baixa.
Em 2004, a nova equipe poderia ser promovida à Landesliga Hessen-Mitte novamente. Embora o clube tenha chegado a um lugar respeitável, ou seja, sexto no primeiro ano, muitos jogadores deixaram o plantel, e na temporada seguinte, o Wiesbaden SV foi ameaçado de descenso, mas poderia evitar a despromoção. Durante a pausa de inverno, na temporada 2006-2007, a equipe enfrentou problemas financeiros mais graves e teve que renunciar a dois dos jogadores melhores e mais experientes, porque o clube não poderia pagar os seus salários. Apesar desse enfraquecimento, o SVW terminou em em 8º na temporada.
A equipe viria a ser rebaixado à Landesliga, em 2008, mas retornou a esse nível, em 2011, depois de conquistar a Wiesbaden Gruppenliga e ganhar promoção à Verbandsliga.
Os partidários do SVW têm duas grandes rivalidades para com outros clubes. O SV Wehen Wiesbaden, com quem jogou muito tempo na Oberliga Hessen. O outro rival é o FV Biebrich 02.

## Títulos
| Ligas - Campeonato Amador Alemão - Vice-campeão: 1965, 1966; - Nordkreis-Liga (I) - Campeão: 1911; - Kreisliga Hessen (I) - Campeão: 1922, 1923; - Bezirksliga Rheinhessen-Saar (I) - Campeão: 1925; - Landesliga Hessen-Süd - Campeão: 1971; - Landesliga Hessen-Mitte - Campeão: 1986; - Gruppenliga Wiesbaden - Campeão: 2011; | Copas - Hesse Cup - Vice-campeão: 1976; |

## Técnico notável
- Helmut Schön - Treinador da Seleção Alemã de Futebol.